# Jacques Funck
Diogo Jacques Funck (Estocolmo, 1717 — Estocolmo, 1781), foi um engenheiro militar, cartógrafo e arquiteto sueco cuja atuação, apesar de multicontinental, concentrou-se principalmente à serviço da Coroa Portuguesa no Brasil Colonial do século XVIII.  

## Formação militar e início de carreira
Estudou na Academia de Estocolmo, onde foi diplomado engenheiro militar com experiência em arquitetura e logo começou a atuar profissionalmente em seu país natal sob às ordens do Conde Maurício de Sajônia, Marechal da França. Em 1745, após prestar poucos anos de serviço em solo sueco Funck passou a servir o Exército francês, em Flandres, onde, também, não estabeleceu-se de maneira longeva.
Adquiriu experiência e notoriedade consideráveis através dos serviços prestados na Índia e na participação da conquista de Havana pelo Reino da Grã-Bretanha, o que corroborou centralmente para a sua ascensão social. Fruto de seu desempenho na conquista da capital cubana, foi o contrato firmado com o embaixador português em Londres, pelo qual lhe seria concedido o posto de tenente-coronel. Além da oferta do referido cargo no seio da hierarquia militar portuguesa, o contrato corroborou fortemente para a firmação do vínculo de Funck com a Coroa Lusa, fundamental para a consolidação de sua carreira militar e para a ascensão social que viria a conquistar dali em diante.

## Atuação na América portuguesa

### Rio de Janeiro

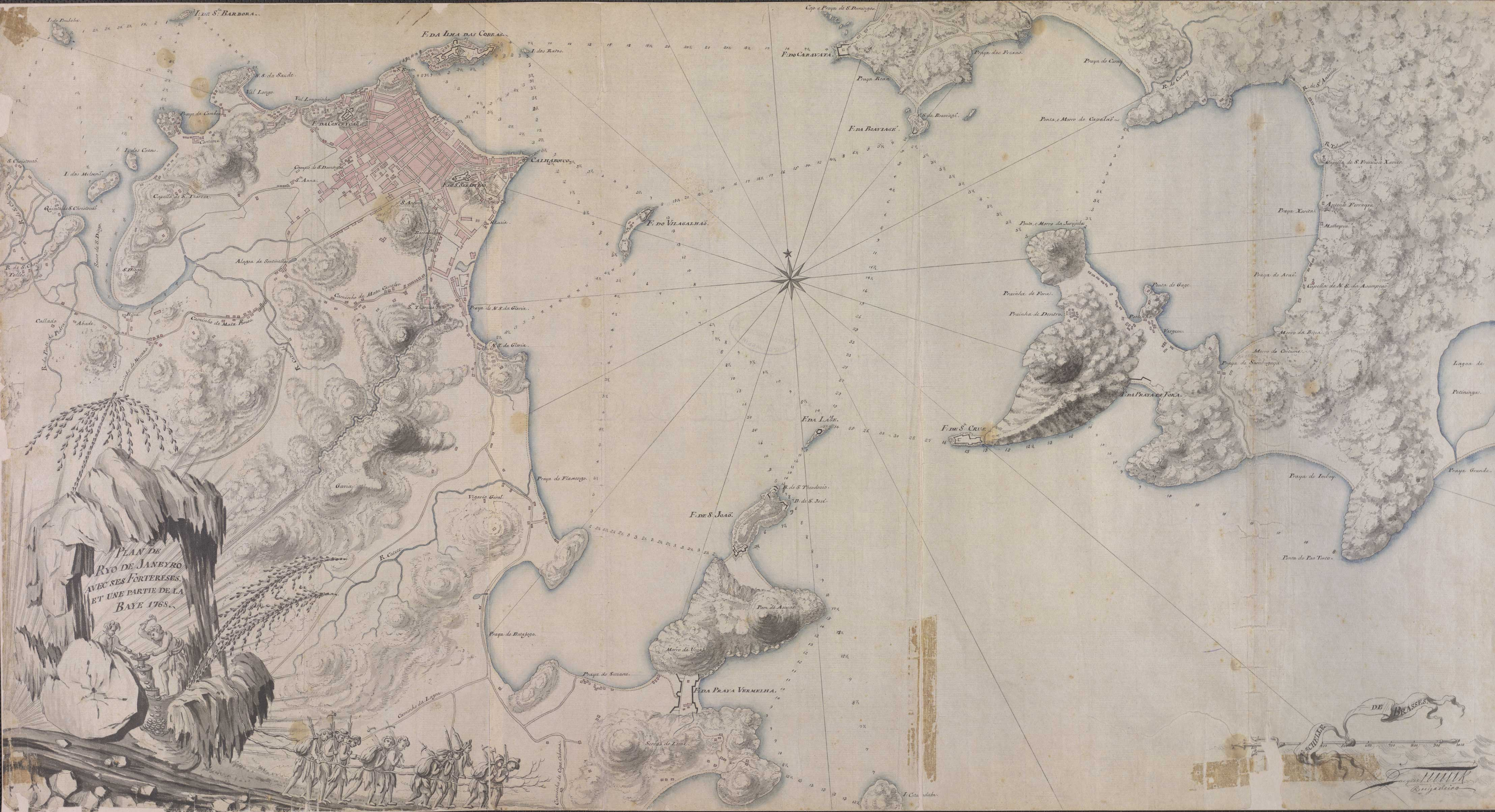
Plano do Rio de Janeiro com suas Fortalezas e uma parte da Baía, produzido por Jacques Funck por volta do ano de 1768.

Por meio de um Decreto de 7 de junho de 1769, Jacques Funck foi nomeado para servir, com a graduação de brigadeiro de Infantaria e soldo dobrado, no Rio de Janeiro, ainda que tal designação fosse contrária a sua vontade, uma vez que ao ser contratado deixou expresso o desinteresse em servir na América, devido ao clima. Face às condições precárias em que se encontravam as fortificações da Barra do Rio de Janeiro, Funck e o Tenente-General João Henrique Böhm, por serem considerados autoridades em Fortificação, foram imbuídos de elaborar o plano de melhoramento da defesa da dita Barra. As construções relacionadas a esse plano receberam, ainda, a colaboração de outros dois engenheiros militares, Francisco João Roscio e José Custódio de Sá e Faria, que apresentaram no ano seguinte estudos novos com alterações parciais em relação ao projeto inicial.
Ainda no Rio de Janeiro, Funck dirigiu aulas voltadas para o estudo da engenharia militar e artilharia nas dependências do Regimento de Artilharia da dita localidade, conforme determinado por Marques de Pombal. Significativas e reconhecidas que foram essas aulas, em 1776 Pombal determinou que fossem transferidos para a Bahia "alguns artífices de fogo" formados no Rio de Janeiro sob a doutrina de Funck com o fim de ajudarem na defesa de Salvador. Nesse sentido, Jacques Funck é um nome fundamental no que diz respeito ao início dos estudos de Engenheira e Artilharia no Brasil, sendo a mais alta autoridade de sua época nessas áreas.

### Capitania do Rio Grande de São Pedro
Integrando o Exército do Sul, comandado pelo General Böhm, Funck chegou ao Rio Grande de São Pedro (atual estado do Rio Grande do Sul) em janeiro de 1775, onde permaneceu por, pelo menos, três anos. Prestou importantes serviços relacionados à defesa do território, tendo em vista a ameaça de ataque iminente por parte do Vice-Rei do Prata, Pedro de Cevallos, no contexto da Guerra hispano-portuguesa (1776-1777).
Em 1777, após a conquista da Ilha de Santa Catarina pelas forças castelhanas, e face a uma ofensiva bastante articulada em iminência por parte dos mesmos com o fim de reconquistar a vila de Rio Grande, Funck foi enviado para Torres, onde elaborou uma tenalha fortemente armada de 150 braças de frente capaz de inviabilizar o ataque dos espanhóis. O referido forte foi denominado São Diogo das Torres, sendo o "Diogo" uma autorreferência ao seu próprio nome aportuguesado.
No Rio Grande de São Pedro, Jacques Funck também elaborou diversos trabalhos cartográficos. Assim sendo, por ordem do general Böhm, cartografou a fronteira do Rio Pardo, preocupando-se fundamentalmente com a sua defesa. A sua Planta abrangeu desde a vila de Rio Pardo até o Passo do Jacuí, destacando as guardas luso-brasileiras, os caminhos por terra e os locais de travessia do rio.
Em 1776, foi acometido por uma enfermidade que, em poucos anos, viria a ser a causa de sua morte. Nesse ano, o Vice-Rei do Brasil, Marques de Lavradio, enviou um ofício às autoridades lusitanas informando sobre o desejo do Marechal Diogo Jacques Funck de tratar seus problemas de saúde no Rio de Janeiro, visto que encontrava-se no Rio Grande de São Pedro, bem como a nomeação do engenheiro militar José Custódio de Sá e Faria para a sua substituição. Três anos depois, o mesmo Marques de Lavradio, em um novo ofício às mesmas autoridades, salientou o desejo de Funck de regressar à Europa por conta do seu débil estado de saúde e idade avançada. Atendido o seu desejo, Funck retornou à Europa, onde viria a óbito dentro de poucos meses naquela que era a sua terra natal, a Suécia. 